# Uujärvet (Junosuando socken, Norrbotten, 752143-178734)
Uujärvet är en sjö i Pajala kommun i Norrbotten och ingår i Torneälvens huvudavrinningsområde.